# Metino
Un gruppo metinico o metino è un gruppo funzionale trivalente costituito da un atomo di carbonio legato a un atomo di idrogeno
- ≡CH   formante un triplo legame
- >CH-  formante tre legami singoli
- =CH-  formante un doppio ed un singolo legame
- :CH• radicale libero, altamente reattivo.

I ponti metinici sono presenti, ad esempio, nelle porfirine, dove legano tra di loro i quattro gruppi pirrolici.